# Монастир Дзенко

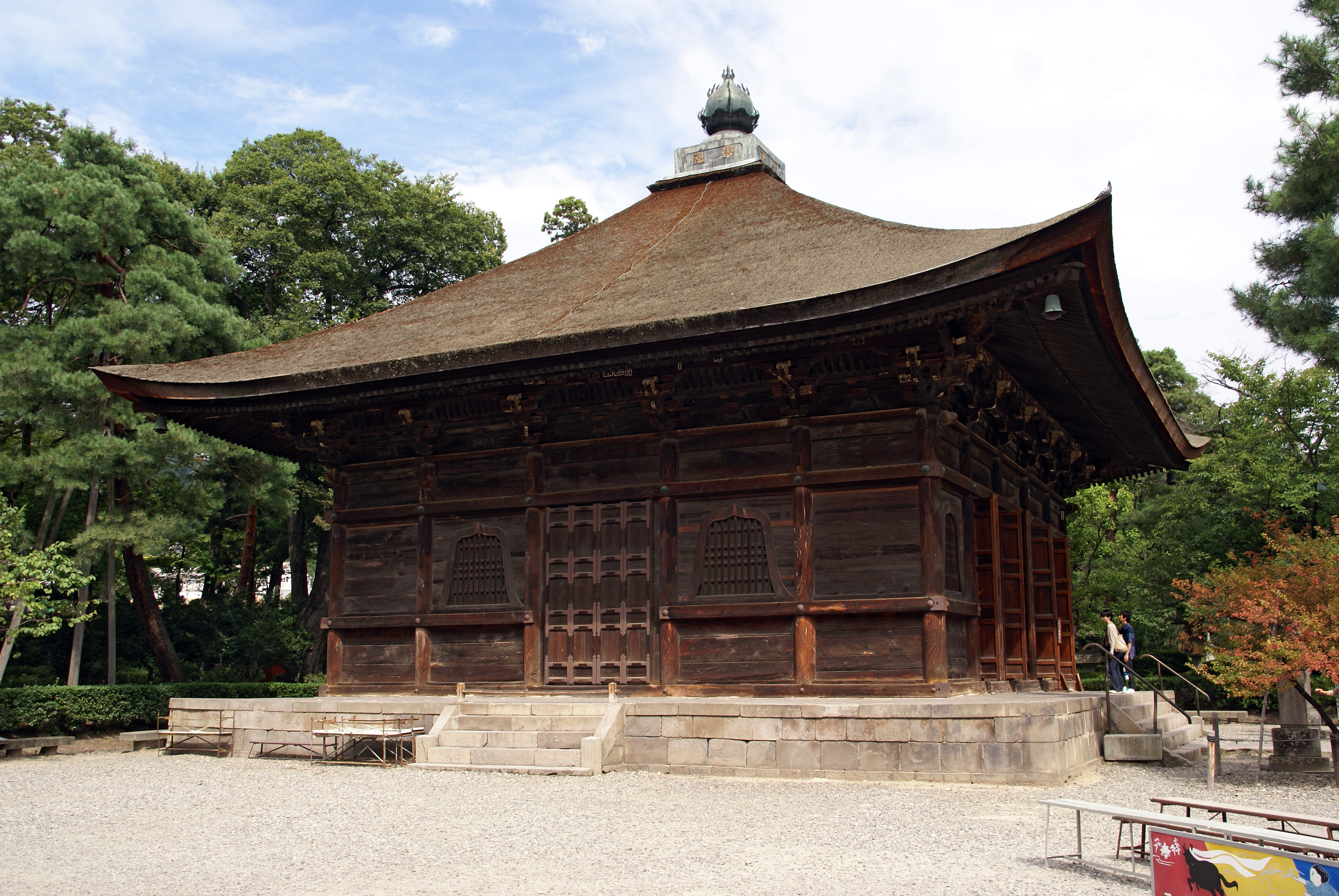
Сутрова зала монастиря Дзенко — цінне культурне надбання Японії.

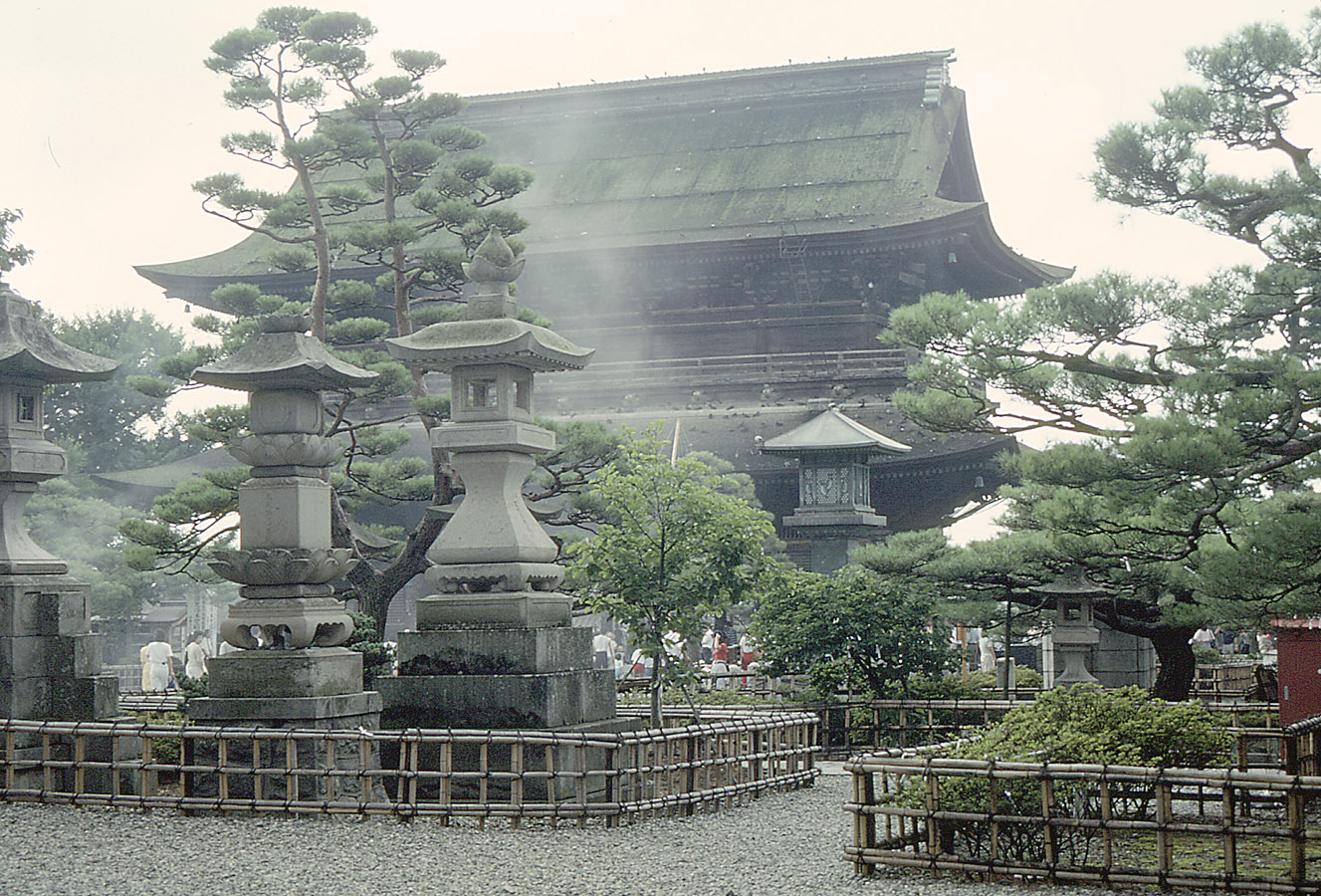
Сади перед парадними воротами санмон.

Монасти́р Дзенко́ або Дзенко́-джі (яп. 善光寺, ぜんこうじ, МФА: [d͡zenkoː d͡ʑi], «монастир доброго світла») — буддистський монастир в Японії.   Не належить жодній секті, є самостійною буддистською організацією.  Розташований за адресою: префектура Наґано, місто Наґано, квартал Мотодзен  491. Монастирський титул — гора Дзьоґаку.  Заснований 644 року. Головною святинею монастиря є бронзова статуя-триптих будди Аміди (важлива культурна пам'ятка Японії). До цінних пам'яток належать головний храм (національний скарб Японії) і головні ворота.

## Історія
Заснований у 644 році на третьому році правління імператора Коґьоку.
Буддистська назва монастиря — Дзьоґакудзан (定額山, Гора усталеної платні). Здавна відомий як Сімонсіґаку (四門四額, [Монастир] чотирьох воріт і чотирьох окладів), в основі якого лежали чотири монастирі:
- східний  — Джьоґаку Дзенко (定額山善光寺, Гора усталеної платні Храм доброго світла),
- південний  — Нанмьосан Мурьоджю (南命山無量寿寺, Південна гора життя Храм безмежного життя),
- півінічний  — Хокукусан Унджьо (Гора північної пустоти Храм на хмарах),
- західний  — Фушясан Джьодо (不捨山浄土寺 Невідкинена гора Храм чистої землі).

З 13 століття Дзенко став об'єктом паломництва багатьох японців. У різних регіонах країни на честь цього монастиря були збудовані храми під назвами Дзенко або Шін-Дзенко (新善光寺, Новий Дзенко).
У 16 столітті монастир занепав через постійні сутички у його окрузі військ самурайських полководців Такеди Шінґена і Уесуґі Кеншіна за оволодіння цією всеяпонською святинею.
У 17—19 століттях, у мирний період Едо, Дзенко став одним із найбільших центрів паломництва японських буддистів.

### Опис
Монастир Дзенко формально належить до сект Тендай-сю і Дзьодо-сю, проте фактично його використовують представники різних буддистських сект Японії. Монастир керується спільно настоятелями храму Дайканшін (大勧進) і 25 сусідніх павільйонів секти Тендай, а також настоятелями храму Дайхонґан (大本願) і 14 павільйонів секти Дзьодо. Дайхонґан є великим жіночим храмом, настоятелем якого споконвіку призначаються з імператорської родини чи сімей японської аристократії.
Головним об'єктом поклоніння є скульптура-триптих будди Аміда (阿弥陀三尊像), що занесена до списку цінних культурних надбань Японії. Ця скульптура схована від очей віруючих, так що навіть настоятелі монастиря рідко бачать її. Зображення будди показують лише раз на шість-сім років.
Головна молитовна зала монастиря Дзенко (善光寺本堂) була зарахована до Національних скарбів Японії у березні 1953 року. Разом із нею до цінних культурних надбань були занесені парадні ворота санмон (三門) і сутрова зала (経堂).
Місто Наґано, адміністративний центр однойменної префектури, розвинулося як прихрамове містечко Дзенкоджі, тому здавна низину Наґано називали «рівниною Дзенкоджі» (善光寺平).